# Chiesa di San Bartolomeo (Venezia)
La chiesa di San Bartolomeo o Chiesa di San Bortolomio è un edificio sacro di Venezia, ubicato nel sestiere di San Marco, presso il campo omonimo, tra il ponte di Rialto e San Salvador. La chiesa oggi, seppur ricca di opere d'arte, risulta chiusa al culto ed inaccessibile ai visitatori.

## Storia

### Titolo e parrocchialità
Secondo la tradizione la chiesa, inizialmente dedicata a san Demetrio di Tessalonica, sarebbe stata fondata nell'840 e sin dall'inizio avrebbe avuto le prerogative di parrocchiale. Avrebbe cambiato intitolazione nel 1170 con la rifabbrica della struttura.
Dai documenti, invece, emerge che la parrocchialità fu acquisita gradualmente, potendo dirsi pienamente acquisita verso la metà Duecento. Nello stesso periodo incorse in una lunga disputa giurisdizionale con la vicina San Salvador che, in quanto canonica riformata, era sottratta all'autorità del vescovo di Castello. La vertenza venne momentaneamente risolta da papa Lucio III che concesse San Bartolomeo agli stessi canonici di San Salvador, ma appena qualche anno dopo papa Innocenzo III la restituiva al clero secolare. Una pacificazione definitiva si ebbe solo nel 1299, quando le due parti si accordarono sui confini e sull'assegnazione delle decime (le quali dovevano essere raccolte dai Procuratori di San Marco che poi avrebbero provveduto alla loro divisione).
Nel 1342 papa Giovanni XXII assegnò San Bartolomeo al patriarcato di Grado, affiliandola alla chiesa di San Silvestro. Nel 1451 il patriarcato di Grado venne soppresso e la sua giurisdizione confluì nel nuovo patriarcato di Venezia; il patriarca di Venezia ereditò anche il potere di nominare il pievano. Rimase l'affiliazione a San Silvestro, a cui il parroco doveva vari obblighi e tributi. 
Nel 1810, dopo la caduta della Repubblica di Venezia e l'arrivo di Napoleone, la parrocchia di San Bartolomeo fu soppressa e il suo territorio venne assorbito da San Salvador, mentre la chiesa venne retrocessa a vicariale quale è tuttora.
Da alcuni decenni la chiesa risulta chiusa ed inaccessibile a causa delle cattive condizioni conservative di alcune sue parti.

### Scuole e confraternite
La chiesa fu sede di ben sedici scuole di mestieri e contraternite di devozione che si contendevano altari ed edicole davanti a cui radunarsi in preghiera. Tra queste la più antica fu la Scuola di San Mattia o Scuola dei Mercanti, sorta nel 1247; tra le più illustri vi fu la Scuola di Santa Maria del Rosario dei Tedeschi di cui tramanda memoria fin dal 1380 mentre particolare fu la Scuola del Crocifisso o Pio Sovvegno dei Prigioni, trasferitasi a San Bartolomeo nel Seicento. Ben poche furono le unioni che sopravvissero ai provvedimenti napolconici del 1810.

### L'edificio

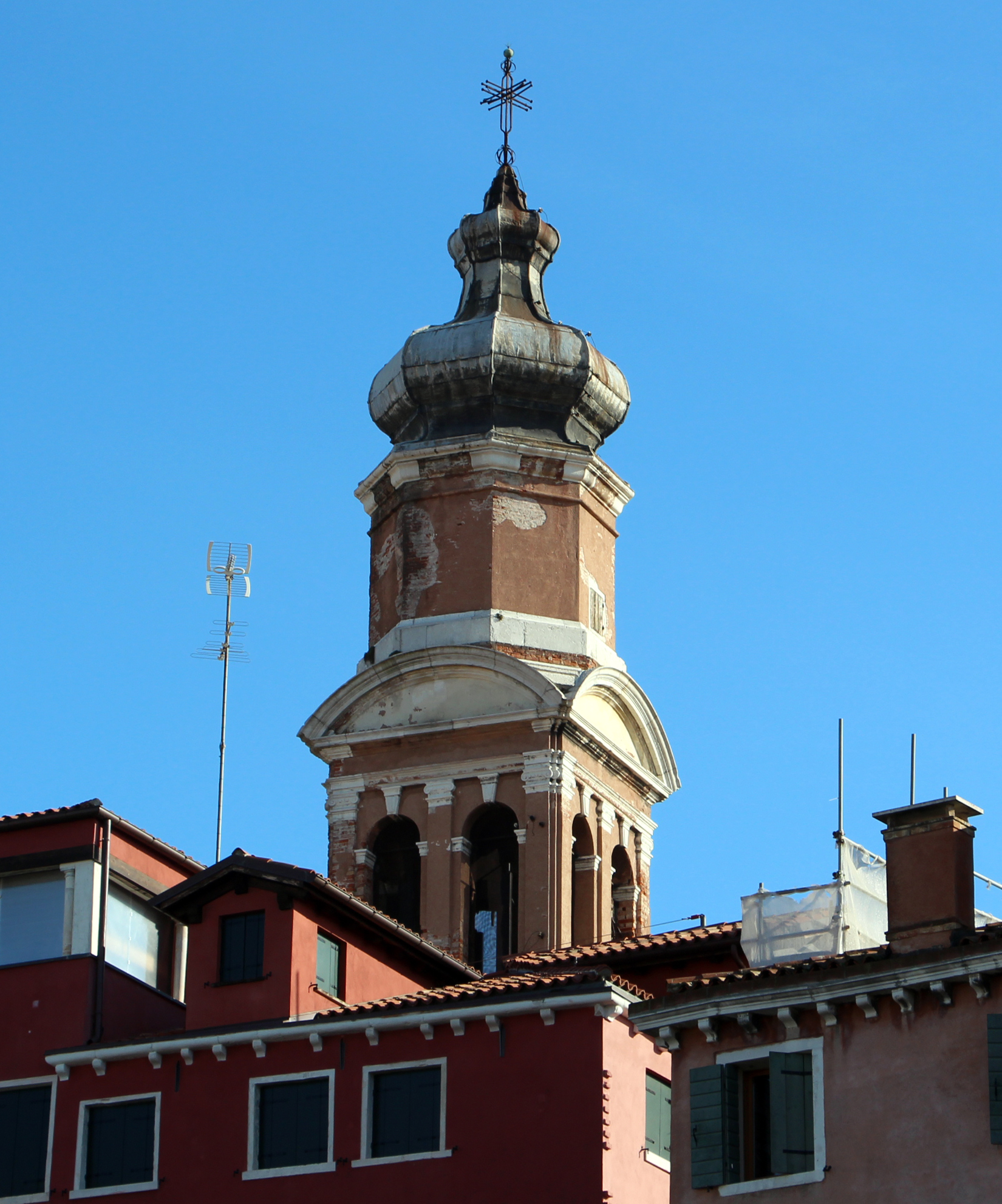
La cima del campanile dello Scalfarotto vista dal Canal Grande

La chiesa del XII secolo, eretta su pianta a tre navate - e così raffigurata nella celebre 'Pianta del de Barbari - venne inghiottita dalla frenetica edilizia civile che incombeva intorno al ponte di Rialto. Un radicale intervento di ampliamento si ebbe nel 1723 che terminò con l'erezione del campanile conclusa nel 1755 ad opera di Giovanni Scalfaroto sul luogo della torre campanaria medievale, più bassa e coperta da cuspide. Avvenne pure il rifacimento dell'altare maggiore e nel 1775 la costruzione di un nuovo organo da parte di Gaetano Callido. Il completamento della cupola risale ai primi dell'Ottocento.

## Descrizione

### Esterno

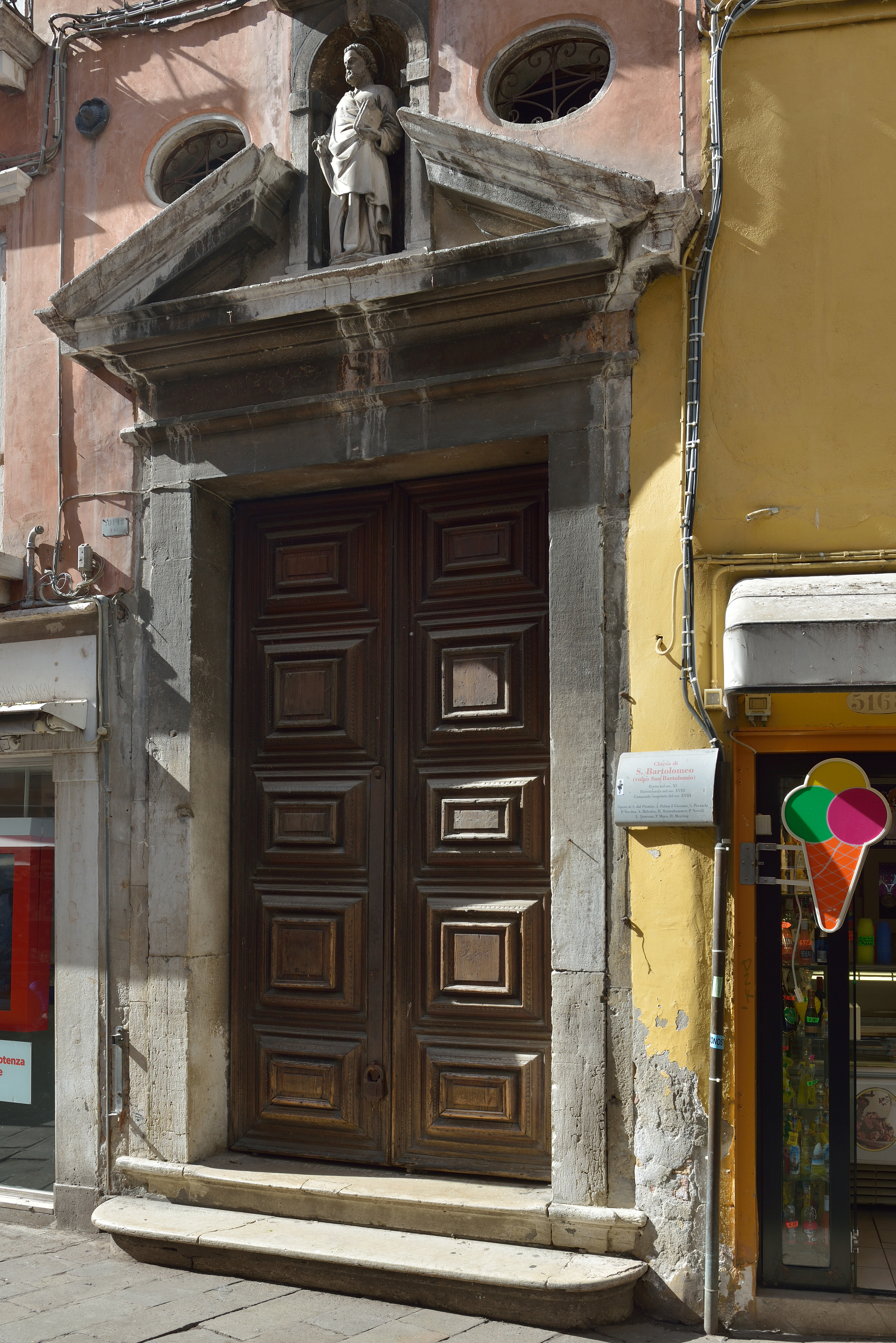
Portale verso Salizà San Pio X

Malgrado la mole non trascurabile il complesso di San Bartolomeo risulta ben poco intuibile all'esterno a causa dell'edilizia rialtina che inghiotte la fabbrica da tutti i lati. Spicca il settecentesco campanile, tra le più immortalate architetture veneziane perché dominante sul Ponte di Rialto. L'accesso laterale, di aspetto cinquecentesco, risulta rivolto verso Salizada Pio X grandeggiando sopra l'architettura civile che fa da contorno alla porta. Entro l'edicola inserita nel timpano v'è una antica statua di San Bartolomeo. I battenti paiono coevi all'architettura. La facciata della chiesa, rivolta su Ramo dei Bombaseri, risulta disadorna se non per un'altra statua di San Bartolomeo posta sopra il portale maggiore. Imponente la base del campanile, col bellissimo mascherone posto in apice alla porta, lavoro di Antonio Gai.

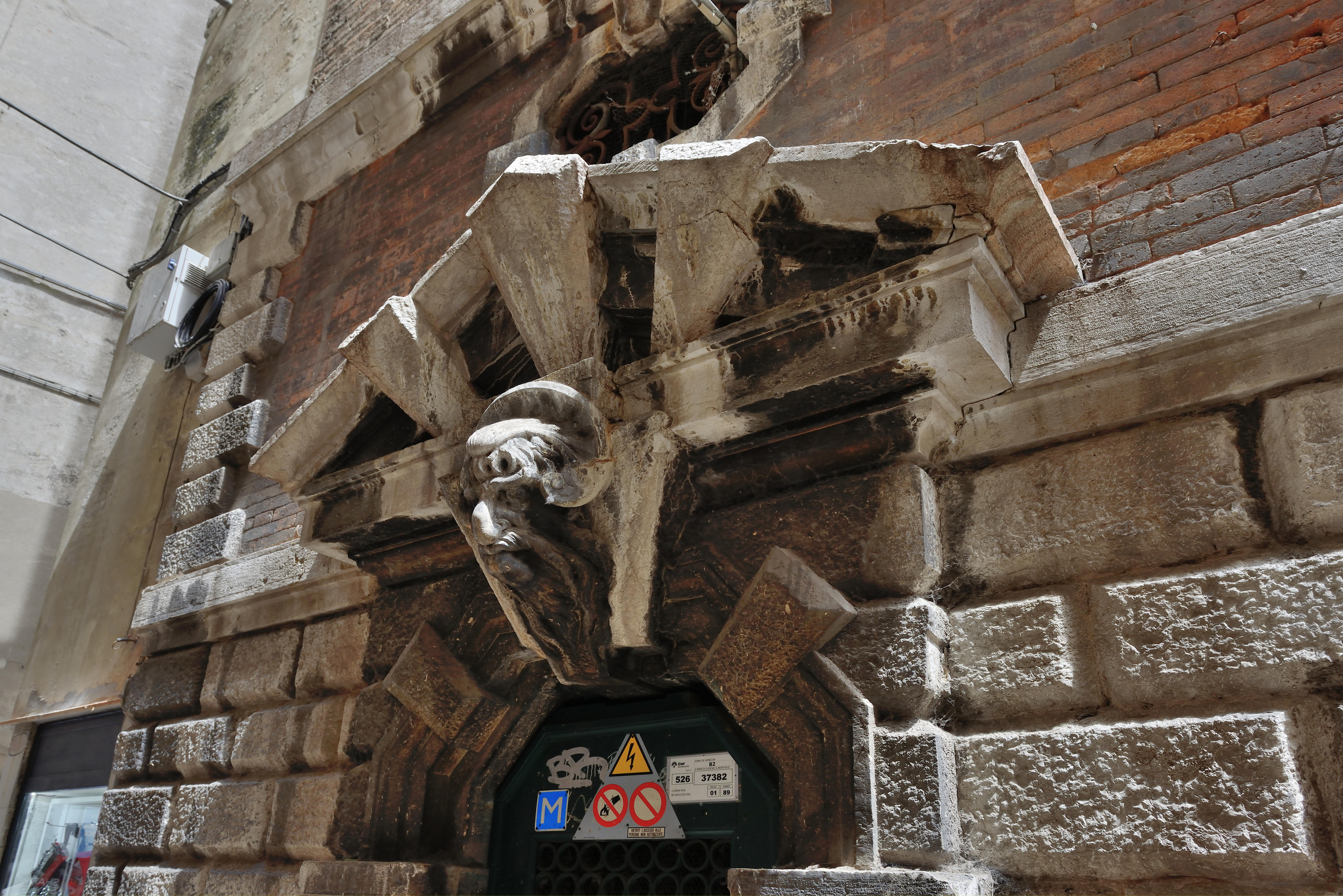
Il mascherone alla porta del campanile

### Interno

#### Cappella Maggiore
Il complesso della cappella maggiore è frutto della sistemazione diretta da Bernardino Maccaruzzi a cui pare attribuibile l'altare, il tabernacolo e la sistemazione generale. Le statue della Fede e della Speranza collocate alle spalle sono indicate come lavori di Enrico Merengo. Dietro al tabernacolo, entro ricca corniciatura in stucco il Martirio di San Bartolomeo di Palma il Giovane. Ai lati, alle due pareti in cornu Ep. e cornu Ev. due grandi teleri: San Bartolomeo battezza i reali d'Armenia e San Bartolomeo percosso, sempre del Palma il Giovane. Le pitture a grisaglia sono di Michelangelo Morlaiter.

#### Transetto e cappelle
Alle testate del transetto due imponenti teleri: alla parte sinistra Castigo dei serpenti dello stesso Palma Junior, alla parte destra Caduta della manna di Sante Peranda; sotto sta la porta alla sacrestia. Nella cappella di sinistra (rispetto alla maggiore) due importanti tele: Estasi di San Saverio di Antonio Balestra, Crocifisso del Pio Sovvegno dei Prigioni di Pietro Malombra. Sul dossale dell'altare Santa Filomena tra due Sante di Lattanzio Querena (1837). Nella cappella di destra Annunciazione di Johann Rottenhammer, Visitazione di Sante Peranda, Annunciazione di Michelangelo Morlaiter.

#### Navate
Sulla parte sinistra due altari: il primo, verso la controfacciata e dedicato a San Nicolò mostra sul dossale una tela di Pietro Moro, San Demetrio tra Santi. Sopra la porta laterale splendido Transito della Vergine di Pietro Vecchia. Segue l'altare di San Mattia con tela monumentale San Mattia di Leonardo Corona sul dossale. 
Sulla parte destra tre altari: il primo dedicato al Crocifisso, è spettacolare opera del barocco recentemente restituito ad Andrea Pozzo. Sul dossale uno scuro Crocifisso tutto tondo indicato come opera del Brustolon ma recentemente rimandato a Francesco Terrilli. Le due statue dolenti ai lati sono opera di Enrico Merengo. Segue altare degli Ognissanti con tela di Lattanzio Querena, Estasi di San Francesco Saverio (1816). Ultimo l'Altare di San Michele o dell'Addolorata con tela sul dossale raffigurante San Michele opera di Pietro Novelli (1798) mentre la piccola edicola in basso contiene la statua dell'Addolorata tolta dalla devozione di strada. 

#### Opere già presenti nella chiesa

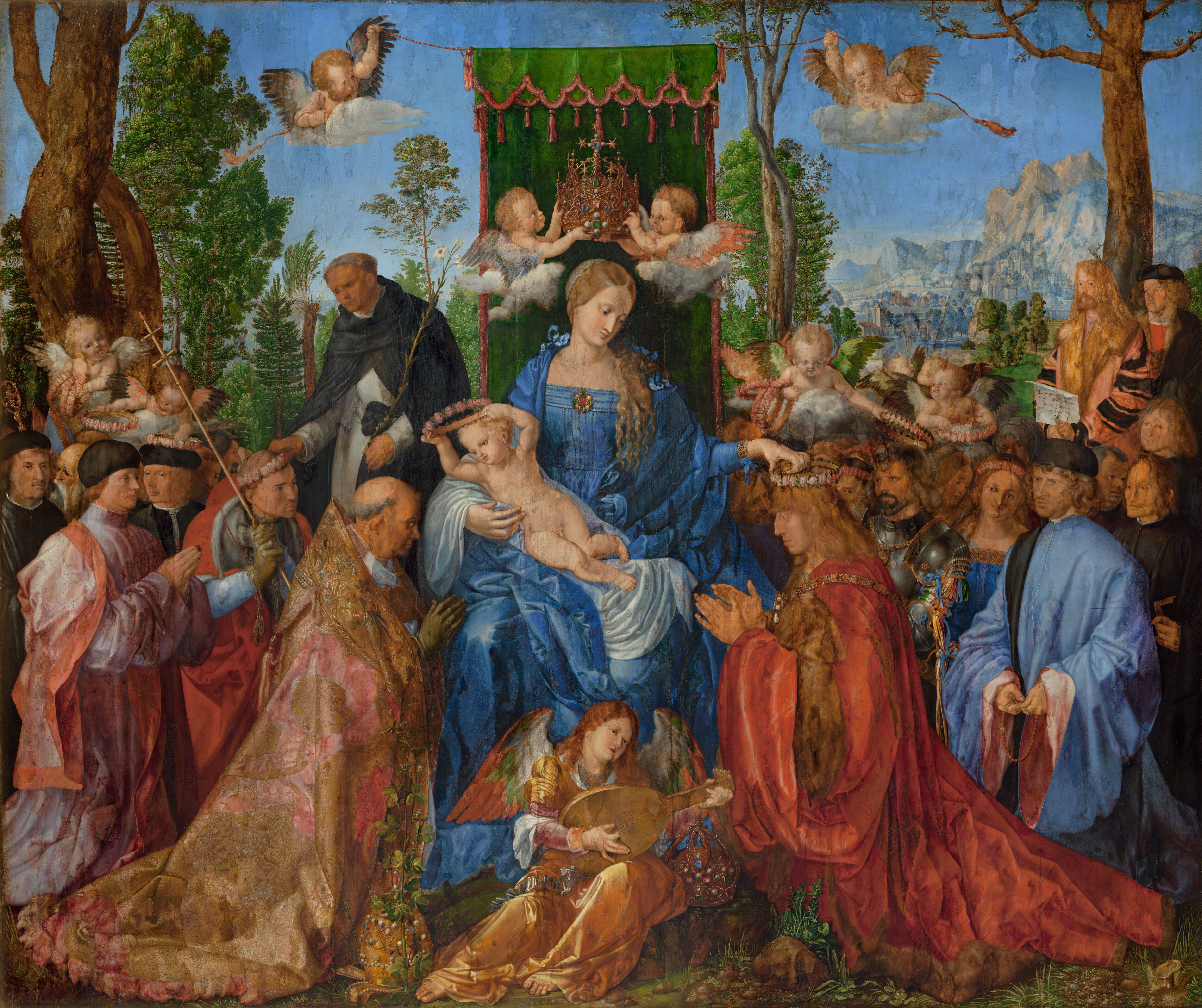
Festa del Rosario di Albrecht Dürer

Dalla chiesa proviene la celebre Festa del Rosario ora a Praga, mentre le portelle d'organo di Sebastiano del Piombo ora all'Accademia adornavano la controfacciata.  

Sebastiano dal Piombo, ante dell'organo
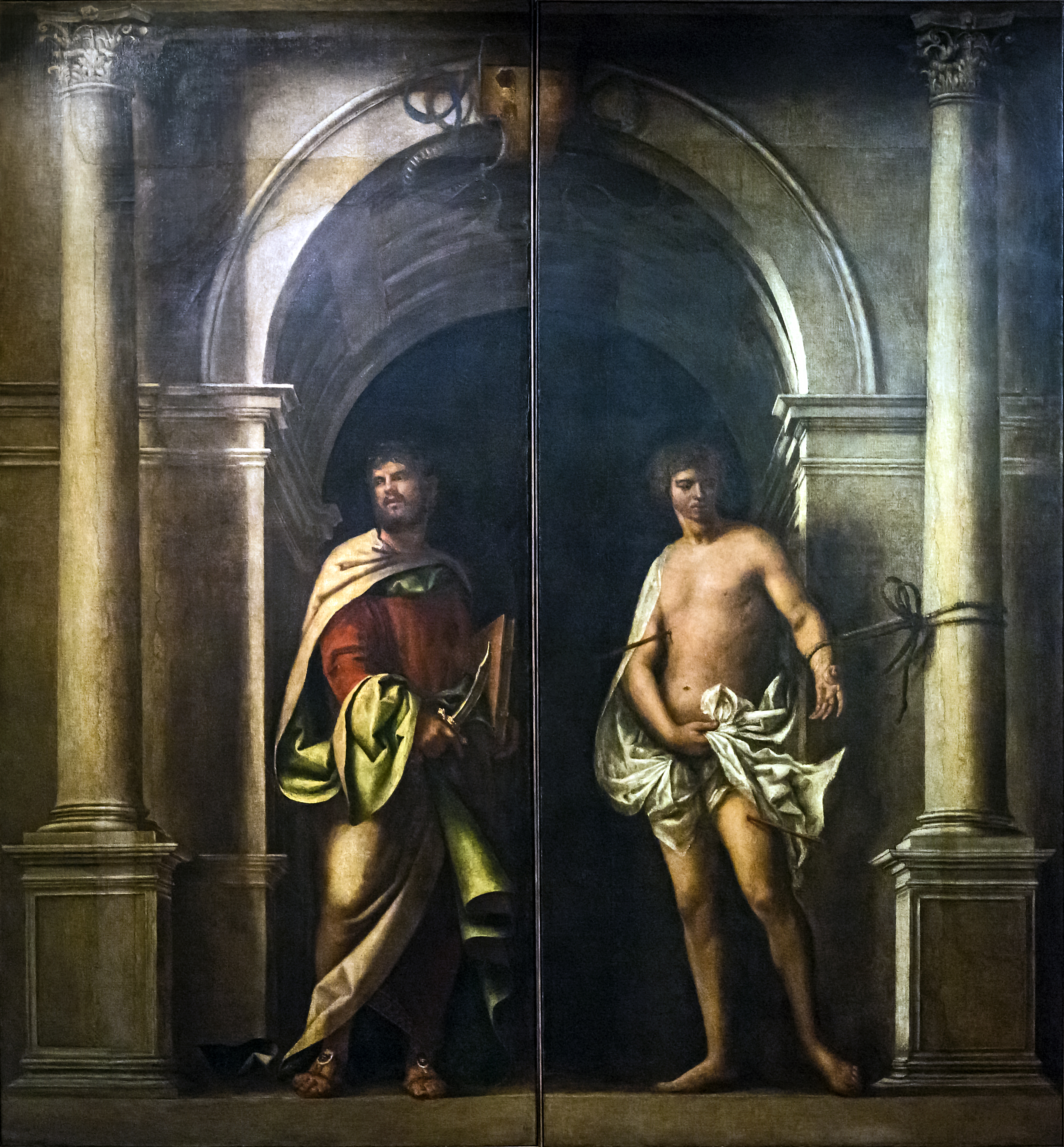
Portelle chiuse.
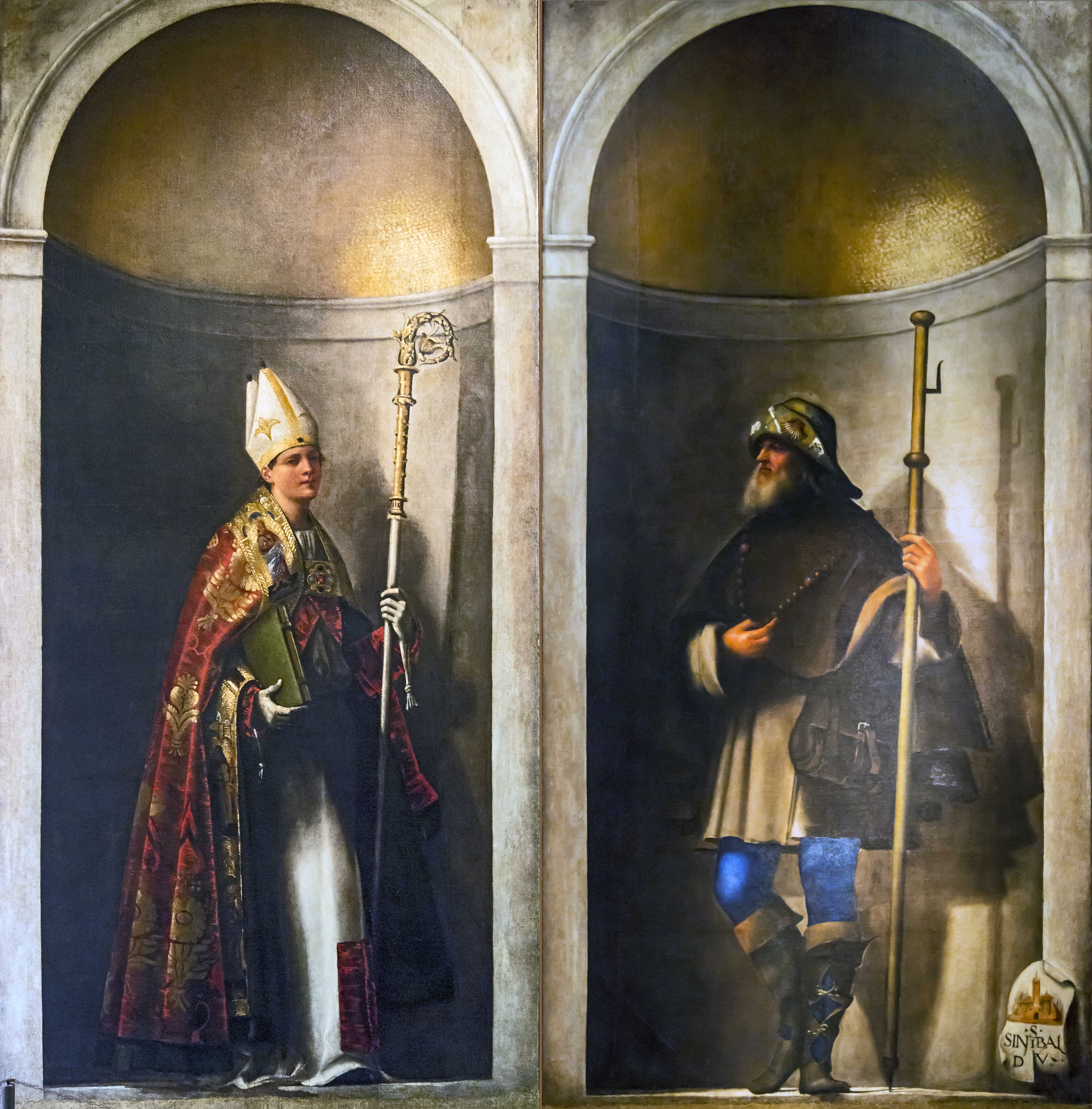
Portelle aperte.